# Myzomèle de Banda
Myzomela boiei
Espèce
Statut de conservation UICN

 LC  : Préoccupation mineure
Le Myzomèle de Banda (Myzomela boiei) est une espèce de passereaux de la famille des Meliphagidae.

## Répartition
Il est endémique des Moluques en Indonésie.

## Habitat
Il habite les mangroves, les forêts humides tropicales et subtropicales en plaines, les montagnes humides  tropicales et subtropicales.

## Sous-espèces
D'après Alan P. Peterson, il en existe deux sous-espèces :
- Myzomela boiei annabellae Sclater,PL 1883 : îles Babar et Tanimbar
- Myzomela boiei boiei (Muller,S) 1843 : îles Banda